# Liste der Gewässer in München

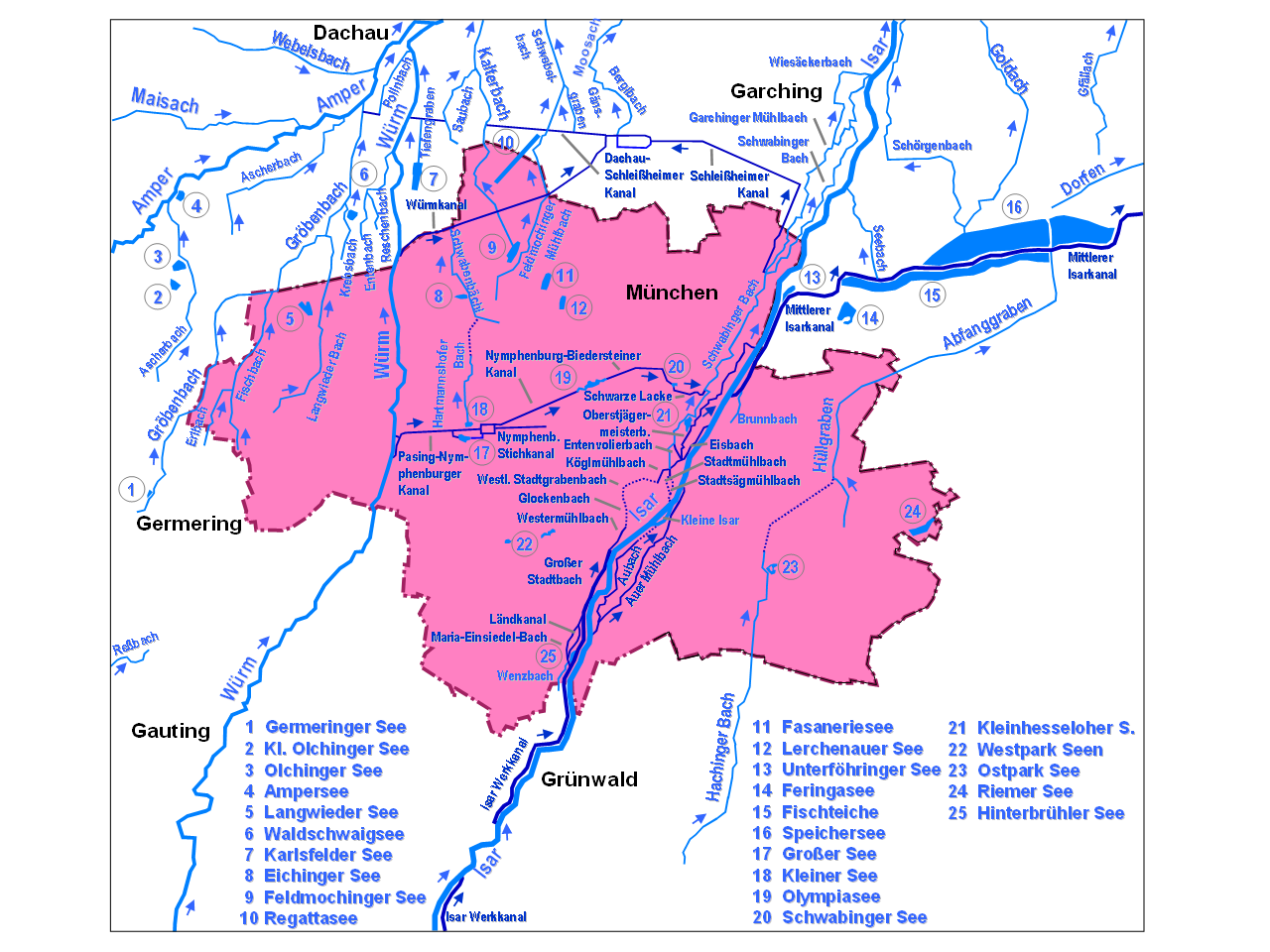
Gewässer in München

Diese Seite gibt einen Überblick über natürliche und künstliche Fließ- und Stillgewässer in München.

## Natürliche Fließgewässer
Durch die Lage Münchens auf der Münchner Schotterebene, die von Süden nach Norden innerhalb des Stadtgebiets um etwa 100 m abfällt, ist die natürliche Fließrichtung der Fließgewässer in München von Süd nach Nord vorgegeben. Zwei größere Fließgewässer durchfließen das Stadtgebiet, die Isar und die Würm. Dazu kommt der kleinere Hachinger Bach, der streckenweise unterirdisch verläuft, mit seiner Fortsetzung im Hüllgraben und im Abfanggraben. Kleinere Bäche gibt es vor allem im Nordwesten Münchens. Einige davon gehören zum Flusssystem der Würm, andere bereits zum Flusssystem der Amper, die westlich an München vorbeifließt. Letztendlich gelangt aber alles Wasser aus München in die Isar und fließt über die Donau ins Schwarze Meer.
| Name                   | Ursprung                                                 | Mündung                       | Länge in km | Anmerkungen | Bild                                             |
| ---------------------- | -------------------------------------------------------- | ----------------------------- | ----------- | --- | ------------------------------------------------ |
| Abfanggraben           | Hüllgraben (Ort)                                         | Mittlere-Isar-Kanal (Ort)     | 8,8         | Entwässerungsgraben im Johanneskirchener Moos, 1920–1929 zeitgleich mit dem Mittlere-Isar-Kanal gebaut, am Grabenkopf durch den Hüllgraben gespeist, mündet in einen Nebenkanal des Mittlere-Isar-Kanals am Ismaninger Speichersee                                                  | weitere Bilder                                   |
| Brunnbach              | Hangquelle im Herzogpark (Ort)                           | Isar (Ort)                    | 3,1         | ursprünglich Fortsetzung des Brunnthaler Quellbachs, Oberlauf Anfang des 20. Jahrhunderts zugeschüttet, verläuft größtenteils parallel zum Mittlere-Isar-Kanal, wird unter diesem hinweg in die Isar geleitet.                                                                      | weitere Bilder                                   |
| Brunnthaler Quellbach  | Hangquelle (Ort)                                         | Isar (Ort)                    | 0,5         | ursprünglicher Beginn des Brunnbachs, vom Steinbacher Teich aus unterirdisch zur Isar abgeleitet | weitere Bilder                                   |
| Dornachbach            | Johanneskirchener Moos (Ort)                             | Sechserbach (Ort)             | 0,9         | Entwässerungsgraben im Johanneskirchener Moos |                                                  |
| Dornacher Grenzgraben  | Grenze zwischen Dornach und Johanneskirchen (Ort)        | Hüllgraben (Ort)              | 0,9         | Entwässerungsgraben im Johanneskirchener Moos | weitere Bilder                                   |
| Emmeringer Bach        | (Ort)                                                    | Langwieder Bach (Ort)         |             | |                                                  |
| Erlbach                | Moosschwaige (Ort)                                       | Gröbenbach (Ort)              | 6,1         | bildet über ca. 1 km die grenze zwischen München und Gröbenzell | Erlbach zwischen S-Bahn-Strecke und Lohwiesenweg |
| Feldmochinger Mühlbach | Quelle in Moosach (Ort)                                  | Würmkanal (Ort)               |             | |                                                  |
| Fischbach              | (Ort)                                                    | Gröbenbach (Ort)              |             | auch Lochhauser Fischbach genannt | Fischbach                                        |
| Füsslgraben            | Quelle (Ort)                                             | Reigersbach (Ort)             |             | | weitere Bilder                                   |
| Gleißach               | Johanneskirchener Moos (Ort)                             | Seebach (Ort)                 | 5,4         | auch Gleißenbach genannt, entspricht dem ehemaligen Oberlauf des historischen Gleißenbachs, der heute nur noch ein kurzer Nebenbach des Seebachs in Ismaning ist, wird heute entlang den Fischteichen nach Osten geführt, unterquert den Mittlere-Isar-Kanal und speist den Seebach | weitere Bilder                                   |
| Gröbenbach             | Germering (Ort)                                          | Amper (Ort)                   | 19          | bildet über etwa 2 km die Grenze zwischen München und Puchheim und über etwa 700 m die Grenze zwischen München und Olching | Gröbenbach in Dachau                             |
| Hachinger Bach         | Oberhaching (Ort)                                        | Berg am Laim (Ort)            | 33,4        | wird nördlich des Ostparks unterirdisch weitergeleitet und kommt am Zamdorfer Gleisdreieck im Hüllgraben wieder an die Oberfläche. | weitere Bilder                                   |
| Harlachinger Quellbach | Hangquelle im Tierpark Hellabrunn (Ort)                  | Auer Mühlbach (Ort)           | 0,8         | auch Siebenbrunner Bächl genannt, von mehreren Hangquellen gespeist | weitere Bilder                                   |
| Hartmannshofer Bach    | Pagodenburger See (Ort)                                  | Moosach (Ort)                 |             | wird unterirdisch zum Hundesee weitergeführt | weitere Bilder                                   |
| Hirlgraben             | Johanneskirchen (Ort)                                    | Gleißach (Ort)                | 1,6         | Entwässerungsgraben im Johanneskirchener Moos | weitere Bilder                                   |
| Hüllgraben             | Zamdorfer Gleisdreieck (Ort)                             | Abfanggraben (Ort)            | 5,1         | Entwässerungsgraben im Johanneskirchener Moos aus dem 19. Jahrhundert, wird seit 1933 von dem unterirdisch geführten Hachinger Bach gespeist | weitere Bilder                                   |
| Isar                   | Karwendel (Ort)                                          | Donau (Ort)                   | 295         | Hauptfluss Münchens, in der Innenstadt durch die Museumsinsel und die Praterinsel unterteilt in Große Isar und Kleine Isar | weitere Bilder                                   |
| Kälbergraben           | Grundwassersammler (unterirdisch) (Ort)                  | Feldmochinger Mühlbach (Ort)  |             | |                                                  |
| Kalterbach             | Feldmochinger See (Ort)                                  | Amper (Ort)                   | 11          | Abfluss des im Feldmochinger See gesammelten Grundwassers, unterquert den Würmkanal und nimmt einen Teil seines Wassers auf, der erste Abschnitt zwischen Feldmochinger See und Würmkanal wird auch als Würmhölzlgraben bezeichnet                                                  | Kalterbach am Würmkanal                          |
| Langwieder Bach        | Aubing (Ort)                                             | Gröbenbach (Ort)              | 6,5         | | weitere Bilder                                   |
| Lohwiesengraben        | (Ort)                                                    | Langwieder Bach (Ort)         |             | |                                                  |
| Große Mauken           | Quelle (Ort)                                             | Gröbenbach (Ort)              |             | | Große Mauken                                     |
| Kleine Mauken          | Quelle (Ort)                                             | Gröbenbach (Ort)              |             | | Kleine Mauken                                    |
| Mittlere Mauken        | (Ort)                                                    | Speckbach (Ort)               |             | | Mittlere Mauken                                  |
| Moosgraben             | Abfluss des Karlsfelder Sees (Ort)                       | Kalterbach (Ort)              | 2,4         | In den 1940er Jahren zur Entlastung des Karlsfelder Sees bei Hochwasser gegraben | Moosgraben                                       |
| Quellsack              | (Ort)                                                    | Langwieder Bach (Ort)         |             | |                                                  |
| Reigersbach            | Feldmochinger Mühlbach/Füsslgraben (Ort)                 | Feldmochinger Mühlbach (Ort)  |             | |                                                  |
| Scharinenbach          | (Ort)                                                    | Gröbenbach (Ort)              |             | |                                                  |
| Schrederbächl          | Feldmochinger Mühlbach (Ort)                             | Feldmochinger Mühlbach (Ort)  |             | |                                                  |
| Schwabenbächl          | Hundesee (Ort)                                           | Würmkanal (Ort)               |             | wird aus dem Hundesee gespeist |                                                  |
| Schwebelbach           | Würmkanal (Ort)                                          | Amper (Ort)                   | 8,6         | wird nahe der Einmündung des Feldmochinger Mühlbachs in den Würmkanal aus diesem ausgeleitet und fließt in dessen ursprünglichem Bachbett weiter. Nahe der Regattaanlage Feldmoching-Oberschleißheim kreuzt er den Dachau-Schleißheimer Kanal.                                      | Schwebelbach nahe der Regattastrecke Schleißheim |
| Sechserbach            | Dornachbach (Ort)                                        | Erlbach in Unterföhring (Ort) | 0,5         | Entwässerungsgraben im Johanneskirchener Moos |                                                  |
| Speckbach              | (Ort)                                                    | Gröbenbach (Ort)              |             | | Moosgraben                                       |
| Truderinger Hüllgraben | Kirchtrudering (Ort)                                     | Hüllgraben (Ort)              | 2,0         | |                                                  |
| Weihergraben           | Abfluss Böhmerweiher (Ort)                               | Gröbenbach (Ort)              |             | |                                                  |
| Wenzbach               | Hangquelle in der Pullacher Siedlung „An der Isar“ (Ort) | Floßkanal (München) (Ort)     | 1,0         | fließt unterhalb der Villenkolonie Prinz-Ludwigs-Höhe entlang der Hangkante des Isarhochufers | weitere Bilder                                   |
| Würm                   | Starnberger See (Ort)                                    | Amper (Ort)                   | 39,5        | Abfluss des Starnberger Sees, zweitgrößter Fluss in München, durchfließt die westlichen Stadtteile Pasing, Obermenzing, Untermenzing und Allach | weitere Bilder                                   |

## Kanäle
Die beiden größten Kanäle in München sind der Isar-Werkkanal im Süden und der Mittlere-Isar-Kanal im Norden. Beide wurden für die Energiegewinnung angelegt und treiben mehrere Laufwasserkraftwerke. Historische Kanalsysteme sind das System der Münchner Stadtbäche, das in der vorindustriellen Zeit die Mühlen in München antrieben, und das Nordmünchner Kanalsystem, das zur Gestaltung der Parkanlagen von Schloss Nymphenburg und Schloss Schleißheim angelegt wurde.
Das Münchner Abwasser fließt durch die 2.400 Kilometer lange Münchner Kanalisation.

### Kanäle allgemein
In diesem Abschnitt sind alle Kanäle zusammengefasst, die sich nicht einem der beiden historischen Kanalsysteme zuordnen lassen.
| Name                | Ursprung                    | Mündung                                     | angelegt                      | Länge in km | Anmerkungen | Bild           |
| ------------------- | --------------------------- | ------------------------------------------- | ----------------------------- | ----------- | --- | -------------- |
| Abelskanal          | Fabrik-Kanal (Ort)          | Würm (Ort)                                  |                               | 0,2         | kurze Querverbindung zwischen Fabrikkanal und Würm im Pasinger Stadtpark |                |
| Abwasserkanal       | Kläranlage Großlappen (Ort) | Fischteiche am Ismaninger Speichersee (Ort) |                               | 2,8         | verläuft größtenteils unterirdisch, wird in einem Düker unter der Isar hindurch und mit einer Druckrohrbrücke über den Mittlere-Isar-Kanal geführt                              | weitere Bilder |
| Fabrik-Kanal        | Würm (Ort)                  | Würm (Ort)                                  |                               | 1,5         | wird an der südlichen Stadtgrenze Münchens aus der Würm ausgeleitet, fließt parallel zu ihr durch den Pasinger Stadtpark und kurz vor dem Klinikum München Pasing in sie zurück |                |
| Floßkanal           | Isar-Werkkanal (Ort)        | Floßlände (Ort)                             | Ende 19. Jh.                  | 0,9         | ursprünglich für den Gütertransport errichtet, heute rein touristisch und für Sportzwecke genutzt, Länge inklusive Floßlände: 1,4 km                                            | weitere Bilder |
| Isar-Werkkanal      | Isar (Ort)                  | Isar (Ort)                                  | 1894–1900 1906–1908 1921–1923 | 12          | fließt ab dem Isarwerk 2 im Bachbett des Großen Stadtbachs, Länge angegeben bis zum Isarwerk 3                                                                                  | weitere Bilder |
| Maria-Einsiedelbach | Floßkanal (Ort)             | Mühlbach (Ort)                              | Mitte 14. Jh.                 | 1,3         | historischer Mühlbach der Schadeneckmühle | weitere Bilder |
| Mittlere-Isar-Kanal | Isar (Ort)                  | Isar (Ort)                                  | 1920–24 1926–29 1930 1949–51  | 64          | wird am Stauwehr Oberföhring aus der Isar ausgeleitet, treibt sieben Wasserkraftwerke                                                                                           | weitere Bilder |
| Mühlbach            | Floßlände (Ort)             | Isar-Werkkanal (Ort)                        | Ende 19. Jh.                  | 0,9         | Fortsetzung des Floßkanals hinter der Floßlände, durchfließt das Naturbad Maria Einsiedel                                                                                       | weitere Bilder |
| Notauslasskanal     | Kläranlage Großlappen (Ort) | Isar (Ort)                                  |                               | 0,7         | Notfallüberlauf der Kläranlage Großlappen | weitere Bilder |

### Münchner Stadtbäche
Die Münchner Stadtbäche sind ein System von Fließgewässern, deren Wasser aus der Isar abgeleitet ist, die in Isarnähe im Wesentlichen parallel zur Isar verlaufen und die schließlich wieder in sie zurückfließen. Vom Mittelalter bis ins Industriezeitalter dienten sie zum Betreiben der Mühlen und Brunnhäuser in München, zur Brauch- und Löschwasserversorgung und zur Abfallbeseitigung. Sie lieferten auch das Wasser für die künstlichen Bäche im Englischen Garten, die weiter durch die Obere Isarau fließen. Von dem ursprünglich dichten Netz der Stadtbäche sind die meisten heute trockengelegt und das Kanalbett verfüllt. Die noch Wasser führenden Münchner Stadtbäche sind im Folgenden aufgeführt.
| Name                       | Ursprung                                       | Mündung                                        | Länge in km | Anmerkungen | Bild           |
| -------------------------- | ---------------------------------------------- | ---------------------------------------------- | ----------- | --- | -------------- |
| Aubach                     | Auer Mühlbach (Ort)                            | Isar (Ort)                                     |             | | weitere Bilder |
| Auer Mühlbach              | Isar-Werkkanal (Ort)                           | Isar (Ort)                                     |             | wird vom Isar-Werkkanal aus durch einen Düker unter der Isar durchgeführt und kommt beim Tierpark (Ort) ans Tageslicht, mündete ursprünglich gegenüber der Praterinsel (Ort) in die Isar, beim Bau des Maximilianswerks verlängert. | weitere Bilder |
| Eisbach                    | Stadtmühlbach, Stadtsägmühlbach (Ort)          | Isar (Ort)                                     |             | | weitere Bilder |
| Entenbach                  | Oberstjägermeisterbach (Ort)                   | Schwabinger Bach (Ort)                         |             | |                |
| Fabrikbach                 | Isar (Ort)                                     | Stadtmühlbach, Stadtsägmühlbach (Ort)          |             | |                |
| Garchinger Mühlbach        | Schwabinger Bach (Ort)                         | Isar (Ort)                                     |             | fließt durch die Obere Isarau und über die Stadtgrenze in die Mittlere Isarau in Garching |                |
| Großer Stadtbach           | Isar-Werkkanal (Ort)                           | Isar, Westermühlbach (Ort)                     |             | ursprünglich südlich des Flauchers aus der Isar abgeleitet, seit 1921/23 Fortsetzung des Isar-Werkkanals ab dem Isarwerk 2. Ein Großteil des Wassers fließt am Isarwerk 3 zurück in die Isar (Ende des Isar-Werkkanals). Der Große Stadtbach teilte sich ursprünglich etwa an der Ehrengutstraße in Westermühlbach und Pesenbach und fließt seit der Auflassung des Pesenbachs ungeteilt in den Westermühlbach weiter. | weitere Bilder |
| Glockenbach                | Westermühlbach (Ort)                           | Westlicher Stadtgrabenbach (Ort)               |             | |                |
| Hofbrunnwerkkanal          | Westlicher Stadtgrabenbach (Ort)               | Schwabinger Bach (Ort)                         |             | |                |
| Kegelhofbach               | Auer Mühlbach (Ort)                            | Auer Mühlbach (Ort)                            |             | | weitere Bilder |
| Köglmühlbach               | Westlicher Stadtgrabenbach (Ort)               | Schwabinger Bach (Ort)                         |             | | weitere Bilder |
| Kunstmühlnebenbach         | Auer Mühlbach (Ort)                            | Auer Mühlbach (Ort)                            |             | | weitere Bilder |
| Oberer Wehrbach            | Schwabinger Bach (Ort)                         | Oberstjägermeisterbach (Ort)                   |             | |                |
| Oberstjägermeisterbach     | Eisbach (Ort)                                  | Schwabinger Eisbach, Schwabinger Altbach (Ort) |             | | weitere Bilder |
| Reitbach                   | Oberstjägermeisterbach (Ort)                   | Oberstjägermeisterbach (Ort)                   |             | |                |
| Schwabinger Altbach        | Schwabinger Bach, Oberstjägermeisterbach (Ort) | Isar (Ort)                                     |             | fließt durch die Obere Isarau und über die Stadtgrenze in die Mittlere Isarau in Garching |                |
| Schwabinger Bach           | Köglmühlbach (Ort)                             | Schwabinger Eisbach, Schwabinger Altbach (Ort) |             | | weitere Bilder |
| Schwabinger Eisbach        | Schwabinger Bach, Oberstjägermeisterbach (Ort) | Isar (Ort)                                     |             | |                |
| Stadtmühlbach              | Fabrikbach (Ort)                               | Eisbach (Ort)                                  |             | | weitere Bilder |
| Stadtsägmühlbach           | Fabrikbach (Ort)                               | Eisbach (Ort)                                  |             | | weitere Bilder |
| Unterer Wehrbach           | Oberstjägermeisterbach (Ort)                   | Isar (Ort)                                     |             | |                |
| Westermühlbach             | Großer Stadtbach (Ort)                         | Glockenbach (Ort)                              |             | früheres Bachbett ab Abzweig Glockenbach trockengelegt | weitere Bilder |
| Westlicher Stadtgrabenbach | Glockenbach (Ort)                              | Köglmühlbach (Ort)                             |             | vom Ende des Westlichen Stadtgrabenbachs kann auch Wasser zum Stadtmühlbach geleitet werden | weitere Bilder |

### Nordmünchner Kanalsystem
Das Nordmünchner Kanalsystem ist ein Kanalsystem zur Versorgung der Wassergräben und Seen in den Parkanlagen der Schlösser Nymphenburg und Schleißheim. Es erstreckt sich an verschiedenen Stellen zwischen der Würm und der Isar und sorgt damit auch für einen Wassertransport zwischen diesen beiden Flüssen. Bis auf den Dachau-Schleißheimer Kanal führen alle Kanäle dieses Kanalsystems zumindest teilweise über das Münchner Stadtgebiet. Der früher ebenfalls zu diesem System gehörende Türkengraben, der 1702 begonnen wurde und die Münchner Residenz mit Schloss Schleißheim verbinden sollte, wurde nur bis zur Georgenschwaige am Nymphenburg-Biedersteiner Kanal fertiggestellt und bereits 1811 wieder zugeschüttet.
| Name                            | Ursprung                      | Mündung                       | angelegt          | Länge in km | Anmerkungen | Bild           |
| ------------------------------- | ----------------------------- | ----------------------------- | ----------------- | ----------- | --- | -------------- |
| Dachau-Schleißheimer Kanal      | Schlosspark Schleißheim (Ort) | Kalterbach (Ort)              | 1691/92           | 4,1         | Fortsetzung des Schleißheimer Kanals und als solche oft auch einfach Schleißheimer Kanal genannt. Ursprünglich auch Abzweigung von Würm (bis Schließheim 6,8 km, Ort) und Amper (bis Schließheim 9,2 km, Ort), also Zufluss von beiden Seiten und Wasserabgabe ins Moor. Wasserführende Teilstücke des alten Kanalbetts sind noch vorhanden zwischen Würm und Saubach und zwischen Gröbenbach und Pollnbach. | weitere Bilder |
| Nymphenburg-Biedersteiner Kanal | Schloss Nymphenburg (Ort)     | Schwabinger Bach (Ort)        | 1702/04           | 8,7         | wird auf dem Gelände von Schloss Nymphenburg aus dem Nymphenburger Kanal abgezweigt, sein Endstück wird als Schwarze Lacke bezeichnet | weitere Bilder |
| Pasing-Nymphenburger Kanal      | Würm (Ort)                    | Schlosspark Nymphenburg (Ort) | 1701              | 3,9         | Teilstück des Nymphenburger Kanals, teilt sich im Schlosspark in mehrere Kanäle und künstliche Bäche auf und speist die Seen des Schlossparks, fließt vor dem Schloss wieder zusammen zum Schlosskanal | weitere Bilder |
| Schleißheimer Kanal             | Garchinger Mühlbach (Ort)     | Schlosspark Schleißheim (Ort) | 1689              | 8,9         | im ersten Teilstück auch Dirnismaninger Kanal und in Oberschleißheim auch Isar-Garchinger Kanal genannt | weitere Bilder |
| Schlosskanal                    | Schloss Nymphenburg (Ort)     | -                             | 1727/30           | 1,7         | Teilstück des Nymphenburger Kanals, auch Nymphenburger Stichkanal genannt, Fortsetzung des Pasing-Nymphenburger Kanals, Blindkanal in der Ostachse des Schlosses, endet am Hubertusbrunnen (Ort). | weitere Bilder |
| Würmkanal                       | Würm (Ort)                    | Schlosspark Schleißheim (Ort) | 1601 1687 1690/91 | 8,3         | angelegt für den Schwaighof Wilhelms V. (das heutige Alte Schloss), 1687 zunächst ausgebaut und 1690/91 streckenweise weiter nördlich trassiert. | weitere Bilder |

## Stillgewässer
Größere Seen gibt es in München nicht. Der Starnberger See liegt etwa 20 km südlich der Stadtgrenze, und der künstlich angelegte Ismaninger Speichersee liegt knapp 5 km von der Nordostecke Münchens entfernt. Durch die schräge Lage auf der Schotterebene und den wasserdurchlässigen Untergrund kam es auch nicht zur Bildung kleinerer natürlicher Seen im Stadtgebiet. Es gibt jedoch künstlich angelegte Seen, Teiche und Weiher, von denen einige von einem Bach oder Kanal durchflossen werden und andere durch Grundwasser gespeist werden.
| Name                                      | Lage                                  | Zufluss                         | Abfluss                         | Fläche              | Tiefe | Anmerkungen          | Bild           |
| ----------------------------------------- | ------------------------------------- | ------------------------------- | ------------------------------- | ------------------- | ----- | -------------------- | -------------- |
| Achtersee                                 | Maximiliansanlagen (Ort)              | zwei Hangquellen                | durch ein Rohr in die Isar      |                     |       |                      |                |
| Badenburger See                           | Schlosspark Nymphenburg (Ort)         | vom Nymphenburger Kanal         | in den Nymphenburger Kanal      | 5,7 ha              |       |                      | weitere Bilder |
| Böhmerweiher                              | Aubing (Ort)                          |                                 |                                 | 4,75 ha und 1,50 ha |       |                      | weitere Bilder |
| Entenweiher                               | Untergiesing (Ort)                    | Freibad-Bächl                   | Freibad-Bächl                   | 0,74 ha und 0,19 ha |       |                      | weitere Bilder |
| Fasaneriesee                              | Dreiseenplatte, Feldmoching (Ort)     | Grundwasser                     | -                               | 14 ha               | 11 m  |                      | weitere Bilder |
| Feldmochinger See                         | Dreiseenplatte, Feldmoching (Ort)     | Grundwasser                     | -                               | 16 ha               | 6 m   |                      | weitere Bilder |
| Großer Teich                              | Botanischer Garten (Ort)              |                                 |                                 | 0,26 ha             |       |                      |                |
| Hinterbrühler See                         | Thalkirchen (Ort)                     | vom Isar-Werkkanal              | in den Floßkanal                |                     |       |                      | weitere Bilder |
| Hundesee                                  | Allacher Forst                        | Hartmannshofer Bach             | Schwabenbächl                   | 5,5 ha              |       |                      | weitere Bilder |
| Kleinhesseloher See                       | Englischer Garten (Ort)               | vom Oberstjägermeisterbach      | in den Oberstjägermeisterbach   | 8,6 ha              |       |                      | weitere Bilder |
| Kornberger Weiher                         | Pasing (Ort)                          |                                 |                                 |                     |       |                      |                |
| Kugelweiher                               | Schlosspark Nymphenburg (Ort)         | Hartmannshofer Bach             | Hartmannshofer Bach             | 0,1 ha              |       |                      | Kugelweiher    |
| Langwieder See                            | Langwieder Seenplatte, Langwied (Ort) | Grundwasser                     | -                               | 18 ha               | 8 m   |                      | weitere Bilder |
| Lerchenauer See                           | Dreiseenplatte, Feldmoching (Ort)     | Grundwasser                     | -                               | 8 ha                | 6,9 m |                      | weitere Bilder |
| Lußsee                                    | Langwieder Seenplatte, Langwied (Ort) | Grundwasser                     | -                               | 16 ha               | 14 m  |                      | weitere Bilder |
| Messesee                                  | Neue Messe München (Ort)              |                                 |                                 | 2,6 ha              |       |                      | weitere Bilder |
| Mollsee                                   | Westpark (Ort)                        |                                 |                                 |                     |       |                      | weitere Bilder |
| Nadisee                                   | Olympisches Dorf (Ort)                |                                 |                                 | 0,16 ha             |       |                      | weitere Bilder |
| Olympiasee                                | Olympiapark (Ort)                     | Nymphenburg-Biedersteiner Kanal | Nymphenburg-Biedersteiner Kanal | 8,6 ha              | 1,4 m |                      | weitere Bilder |
| Ostparksee                                | Ostpark (Ort)                         |                                 |                                 | 3,5 ha              |       |                      | weitere Bilder |
| Pagodenburger See                         | Schlosspark Nymphenburg (Ort)         | vom Nymphenburger Kanal         | Hartmannshofer Bach             |                     |       |                      | weitere Bilder |
| Regattaanlage Feldmoching-Oberschleißheim | Feldmoching, Oberschleißheim (Ort)    |                                 |                                 | 30 ha               | 4,5 m |                      | weitere Bilder |
| Regattaparksee                            | Feldmoching, Oberschleißheim (Ort)    |                                 |                                 | 20 ha               | 16 m  |                      | Regattaparksee |
| Riemer See                                | Messestadt Riem (Ort)                 |                                 |                                 | 7,7 ha              | 18 m  | auch Bugasee genannt | weitere Bilder |
| Schwabinger See                           | Schwabing (Ort)                       | Nymphenburg-Biedersteiner Kanal | Schwarze Lacke                  | 2,7 ha              |       |                      | weitere Bilder |
| See im Neuen Südfriedhof                  | Neuer Südfriedhof (Ort)               |                                 |                                 |                     |       |                      | weitere Bilder |
| See im Perlachpark                        | Perlach (Ort)                         |                                 |                                 |                     |       |                      | weitere Bilder |
| See im Zamilapark                         | Zamdorf (Ort)                         |                                 |                                 | 1,05 ha             |       |                      | weitere Bilder |
| Sollner Weiher                            | Solln (Ort)                           |                                 |                                 |                     |       |                      | weitere Bilder |
| Steinbacher Teich                         | Bogenhausen (Ort)                     | Brunnthaler Quellbach           | Brunnthaler Quellbach           |                     |       |                      | weitere Bilder |
| Warnberger Weiher                         | Warnberg (Ort)                        | Regenwasser                     | -                               |                     |       |                      | weitere Bilder |
| Westsee                                   | Westpark (Ort)                        |                                 |                                 |                     |       |                      | weitere Bilder |